# گلزار خان‌والا
گلزار خان‌والا (به انگلیسی: Gulzar Khanwala) یک منطقهٔ مسکونی در پاکستان است که در پنجاب واقع شده‌است. گلزار خان‌والا ۱۴۵ متر بالاتر از سطح دریا واقع شده‌است.